# César Nicolás Penson
César Nicolás Penson Tejera (ur. 22 stycznia 1855 w Santo Domingo, zm. 29 października 1901 tamże) – dominikański pisarz, dziennikarz i prawnik.

## Życiorys
Urodził się w stołecznym Santo Domingo, jako syn Williana Pensona oraz Juany Tejery Díaz. Wcześnie, bo już jako dziewięciolatek, został osierocony przez matkę. Uzyskał wykształcenie prawnicze, podjął pracę w zawodzie, związany był z krajowym wymiarem sprawiedliwości. 
Znany nade wszystko ze swojej aktywności literackiej i roli w rozwoju prasy dominikańskiej. Był założycielem pism La Idea (1875), El Telegrama (1882) oraz Diario del Ozama (1883). Drugi z wymienionych periodyków uważany jest za pierwszą dominikańską gazetę codzienną. Ponadto pisywał chociażby dla El Porvenir i El Ciudadano. 
Uznawany za przedstawiciela romantyzmu latynoamerykańskiego. Ceniony jest przez badaczy literatury za wdzięk, delikatność, maestrię i czystość języka oraz promieniujące ze swych utworów ciepło. Istotną rolę w jego dorobku odgrywają wątki patriotyczne oraz nawiązujące do tradycji. Z utworów Pensona przebija wiara w postęp ludzkości, w zasadzie niczym nieograniczony potencjał jednostki. Jednocześnie doszukiwano się u Pensona elementów antyhaitańskich. Opublikował między innymi Reseña histórico-crítica de la poesía en Santo Domingo, La mujer i Cosas añejas. Ta ostatnia praca, jego szczytowe osiągnięcie literackie, jest omawiana w dominikańskich szkołach jako jedna z lektur obowiązkowych.
Poliglota i wolnomularz, tłumaczył prozę i poezję z języka francuskiego, portugalskiego oraz włoskiego. Folklorysta, skupiał się zwłaszcza na tradycjach rodzinnego miasta. Prekursor krajowych badań w zakresie filologii i krytyki literackiej. Pozostawił po sobie jednocześnie prace biograficzne, poświęcone między innymi Antoniowi del Monte y Tejadzie, Jacinto de la Conchy czy Abelardowi Rodríguezowi Urdanecie. Zmarł w Santo Domingo na skutek krwotoku śródmózgowego. Tam też jego imieniem nazwano kilka ulic.
29 kwietnia 1880 w rodzinnym mieście poślubił Franciscę Antonię Rodríguez Montaño. Źródła podają, że para doczekała się osiemnaściorga dzieci.